# Pastor-australiano

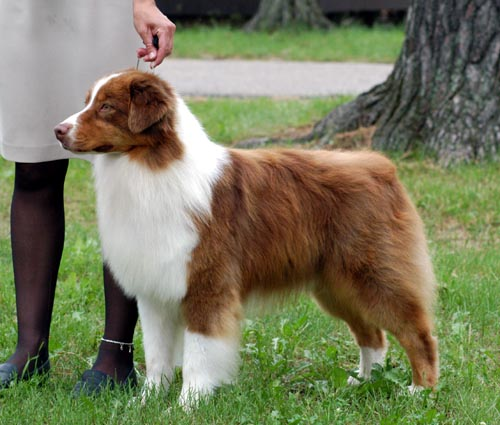
Um pastor australiano.

Pastor-australiano[a][b] (em inglês:  Australian shepherd), conhecido simplesmente como "Aussie", é uma raça canina oriunda dos Estados Unidos. Levada à nação australiana, onde foi criada pelos pastores de rebanhos, foi desenvolvida e reconhecida enquanto raça primeiramente na América. Chegou a mudar de nome por diversas vezes até o seu adotado. Popularizada após a Segunda Guerra Mundial, é reconhecidamente uma raça polivalente, saindo-se bem sucedida em tarefas que vão de cão-guia a competidora de agility.

## Traços físicos

### Tamanho
O pastor-australiano é uma raça de porte médio. Eles podem pesar de 14 a 32 kg e medir De acordo com o Padrão oficial da raça:  
"Altura na cernelha: Machos: 51–58 cm.  

Fêmeas : 46–53 cm.  

A qualidade não deve ser sacrificada em favor do tamanho."

### Cor
O pastor-australiano têm uma grande variedade de combinações de cores possíveis, que nascem da interação entre o preto, red merle e o blue merle (mistura de preto, branco e cinza). Juntos, estes fornecem aspectos de capa de cor que podem aparecer em qualquer combinação: 
- Preto, com pontos de bronzeado, marcas brancas, ambos no rosto, colarinho, pernas, peito, ventre inferior.
- Red Merle são uma mistura de vermelho e branco. Com ou sem pontos de bronzeamento ou marcações brancas no rosto, colarinho, pernas, tórax, ventre inferior.
- Blue Merle são uma mistura de preto, branco e cinza. Com ou sem pontos de bronzeamento ou marcações brancas no rosto, colarinho, pernas, peito, ventre inferior.

O merle, que produz uma combinação mista de áreas escuras e claras, é o padrão de casaco mais comumente associado à raça. Ele é dominante, então cães heterocigotos mostram o padrão de pigmentação; no entanto, quando dois animais são criados, o risco estatístico é de 25% dos descendentes acabará com as duas cópias do gene merle (homozigoto). Esses cães costumam ter um casaco principalmente branco e íris azuis, e muitas vezes são surdos, cegos ou ambos. Neste caso, a surdez e a cegueira estão ligadas a duas cópias do gene merle, que interrompe a pigmentação e produz estes defeitos de saúde.
Todos os cães negros e azuis têm narizes pretos, lábios e lábios. 
Todos os cães red merle têm narizes ou lábios, lábios e lábios.

### Olhos
Além disso, existe uma grande variedade na cor dos olhos do Aussie, e muitas vezes são heterocromáticas. Os olhos australianos podem ser de cor marrom ou azul; eles podem ter dois olhos de cores diferentes, ou até mesmo ter olhos bicolores ou "divididos" (por exemplo, um olho meio marrom e meio azul), que parecem estar ligados à coloração de merle. Também ocorrem olhos gelados, onde uma cor é misturada e rodada com outra. Qualquer combinação de cor dos olhos é aceitável no padrão da raça, desde que os olhos sejam saudáveis. Em geral, no entanto, os Aussies negros (auto, bi-color ou tricolor) tendem a ter olhos castanhos, enquanto os australianos tendem a ter olhos âmbar, embora esses australianos possam ter olhos azuis (auto, bi-color ou tricolor). também carregam o gene de olhos azuis.

### Cauda
Alguns australianos nascem com caudas naturalmente balançadas. Outros têm caudas longas e longas, e outras a cauda é mais curta e parece terrível. 

## Temperamento
A raça é tipicamente altamente energética, exigindo muito exercício e atenção. Um pastor australiano gosta de trabalhar, seja aprendendo e praticando truques, competindo na agilidade do cão ou se envolvendo em qualquer outra atividade envolvendo fisicamente e mentalmente. 
Os cães podem mostrar comportamentos de guarda reservados e cautelosos. Eles são gentis, amorosos e dedicados aos que conhecem. Eles são muito leais aos seus donos e são cães gratificantes se bem tratados. Não está inclinado a latidos obsessivos.
O australiano é inteligente, aprende rapidamente e adora jogar. Isso significa que um Aussie entediado, negligenciado e não exercitado pode inventar seus próprios jogos, atividades e empregos, o que para um proprietário ocupado pode parecer hiperatividade. Sem algo para diverti-los, os australianos podem tornar-se destrutivos. Os australianos também precisam de muita companhia humana, muitas vezes são chamados de "cachorros de velcro" por seu forte desejo de estar sempre perto de seus donos e por sua tendência a formar vínculos intensos e devotados com pessoas selecionadas.
O pastor-australiano tem a capacidade para se adaptar à situação e pensar por si só, por esta razão, é muitas vezes escolhido para trabalhar gado incomum, como patos, gansos e coelhos cultivados comercialmente.
Esses cães exigem um mínimo de duas a três horas por dia de jogo, exercício e atenção. Eles prosperam em condições rurais e precisam de espaço para correr e jogar em um ambiente urbano. É um cachorro de alta animação, que requer muita atenção e trabalho. Ensinar-lhes truques os mantém focados e felizes, o que também mantém suas mentes funcionando. 